# 粗毛蝨蚜
粗毛蝨蚜（学名：Parathoracaphis setigera）为扁蚜科鄰胸扁蚜屬下的一个种。